# جمهوری سوسیالیستی رومانی
جمهوری سوسیالیستی رومانی (به رومانیایی: Republica Socialistă România یا به اختصار RSR) عنوان کشور رومانی در میانهٔ سال‌های ۱۹۴۷ تا ۱۹۸۹ میلادی بود که زیر رهبری نظامی مارکسیست-لنینیست و تک‌حزبی بود. این نظام تا ۱۹۶۵ جمهوری خلق رومانی (به رومانیایی: Republica Populară Romînă, RPR) خوانده می‌شد. جمهوری سوسیالیستی رومانی بخشی از بلوک شرق و عضو پیمان ورشو بود.
جمهوری سوسیالیستی رومانی در زمان زمامداری نیکلای چائوشسکو روابط استراتژیکی با بلوک غرب و جنبش عدم تعهد پدیدآورد و تنها کشور عضو بلوک شرق بود که بازی‌های المپیک تابستانی ۱۹۸۴ را تحریم نکرد.